# Renato Alberto Laporta Guarino
Renato Alberto Laporta Guarino, conocido como Don Renato Laporta (Guasdualito, Estado Apure, Venezuela 11 de julio de 1914 - Houston, Texas, Estados Unidos de América 21 de agosto de 1979) fue un ganadero, empresario, industrial, político y filántropo venezolano de origen italiano, quien fue el donante y uno de los fundadores de la población de San Rafael del Piñal (El Piñal), Capital del Municipio Fernández Feo del Estado Táchira. Su busto reposa en la Plaza que lleva su nombre, así como lo lleva una Calle y un Barrio del mismo Pueblo.